# Кляйн, Иван Григорьевич
Ива́н Григо́рьевич Кляйн (род. 8 июня 1959, село Ромадан, Бескарагайский район, Семипалатинская область, Казахская ССР) — российский политический деятель. Мэр города Томска с 17 октября 2013 года по 29 июля 2022 года (с ноября 2020 года был временно отстранен от должности). Депутат Думы Томской области четырёх созывов (1997—2013), директор Томского пивоваренного завода (1991—1994), генеральный директор ОАО «Томское пиво» (1994—2013).

## Биография
Родился в семье рабочих. В 1976 году окончил среднюю школу им. Н. К. Крупской в городе Панфилове Талды-Курганской области Казахской ССР с золотой медалью. Затем до призыва в армию трудился слесарем на заводе переработки сельхозпродукции.
В 1979 году, после окончания службы в армии, поступил на кафедру вычислительной техники факультета автоматики и вычислительной техники Томского политехнического института и через 5 лет окончил институт с отличием. В годы учёбы был секретарём комсомольской организации факультета, бойцом и командиром студенческого строительного отряда. Состоял в рядах КПСС.
С 1984 по 1985 год работал мастером на Приборостроительном заводе имени 50-летия Киргизской ССР в городе Фрунзе. С 1985 года — главный механик на Томском пивоваренном заводе. С 1987 года — главный инженер завода, а в 1991 году назначается его директором.
С 1994 года по октябрь 2013 года — генеральный директор ОАО «Томское пиво».
Кляйн был одним из основателей в апреле 1998 года Ассоциации пищевиков Томской области — с целью координации деятельности её участников по насыщению томского рынка продовольственными товарами местного производства путём создания благоприятных условий для развития пищевой промышленности Томской области, повышения эффективности использования производственного потенциала, а также защиты её интересов на региональном, федеральном и международном уровне. В настоящее время[когда?] в Ассоциацию входит 22 крупных предприятий пищевой промышленности Томской области.
Депутат Думы Томской области второго (1997—2001 гг.), третьего (2001—2007 гг.), четвёртого (2007—2011 гг.) и пятого (2011—2013 гг.) созывов от Кировского избирательного округа № 2. Являлся членом бюджетно-финансового комитета областной думы (1997—2011) и одновременно был председателем постоянной комиссии по налогам. В 2012—2013 годах — председатель комитета по экономической политике, а также председатель постоянной комиссии по промышленности, природным ресурсам и экологии.
В 2000 году с отличием окончил Томский государственный университет по специальности «государственное и муниципальное управление».
С 2002 года по август 2013 года — Президент Ассоциации пищевиков Томской области.
В ноябре 2004 года защитил диссертацию на соискание учёной степени кандидата экономических наук по теме «Безопасность бизнеса как фактор устойчивого развития российской экономики».
В марте 2005 года избран членом совета Союза российских производителей пивобезалкогольной продукции. С 2007 года — заместитель председателя Союза российских пивоваров.
В 2008 году вступил в партию «Единая Россия».
С 2010 года — президент томского отделения Российского фонда милосердия и здоровья. С 2011 года — президент фонда «ССО — Благое дело».
13 октября 2013 года избран мэром города Томска. Вступил в должность 17 октября.
С июня 2017 года — вице-президент Ассоциации сибирских и дальневосточных городов.
В сентябре 2018 года переизбран на второй срок.
С июня 2019 года по июнь 2021 года — президент Ассоциации сибирских и дальневосточных городов.
Член-корреспондент Академии проблем качества. Почётный академик Международной академии качества и маркетинга Международной академии управления. До ареста в ноябре 2020 года являлся членом регионального политсовета Томского регионального отделения всероссийской политической партии «Единая Россия».
С 2024 года — председатель совета директоров ОАО «Томское пиво».

## Уголовные дела
13 ноября 2020 года против Кляйна возбуждено уголовное дело по обвинению в превышении должностных полномочий. На следующий день он был арестован, а 18 ноября был временно отстранен от должности мэра. Обязанности главы города исполняет заместитель мэра по экономическому развитию и инновациям Михаил Ратнер. Томское региональное отделение «Единой России» приостановило членство арестованного мэра.
В декабре 2020 года против отстраненного от должности мэра Томска возбуждено второе уголовное дело по той же самой статье, а в январе 2021 года против Кляйна возбуждено уже третье дело, на этот раз — по статье «незаконное участие в предпринимательской деятельности». 4 февраля арестованный мэр был госпитализирован в НИИ онкологии, где ему была сделана операция. 26 февраля уголовные дела направлены в суд.
2 марта 2021 года Ивана Кляйна отпустили под домашний арест.
В своем последнем слове в суде Кляйн не признал вину и просил об оправдании.
30 декабря 2021 года Советский районный суд Томска приговорил отстраненного от должности мэра к 2 годам колонии общего режима. Иван Кляйн продолжал оставаться временно отстраненным от исполнения обязанностей мэра до рассмотрения апелляции в областном суде.
15 апреля 2022 года осужденного мэра снова отпустили под домашний арест.
29 июля Томский областной суд отклонил апелляцию и приговор вступил в законную силу. В связи с этим, в тот же день полномочия Кляйна на посту мэра Томска были досрочно прекращены.
16 февраля 2023 года Восьмой кассационный суд исключил из приговора осужденному экс-мэру обвинение в незаконном участии в предпринимательской деятельности в связи с истечением срока давности уголовного преследования.
26 мая 2022 года против Ивана Кляйна было возбуждено новое четвертое уголовное дело по статье «злоупотребление должностными полномочиями». После отклонения апелляции по предыдущим уголовным делам, бывший мэр Томска остался под домашним арестом по данному делу.
29 января 2024 года Советский районный суд Томска приговорил бывшего мэра к 2 годам и 9 месяцам колонии общего режима. В связи с тем, что Кляйну зачтен срок содержания под стражей и домашнего ареста по предыдущим делам и домашний арест по текущему делу, от отбытия наказания он освобожден.

## Награды
- Почётная грамота Министерства сельского хозяйства и продовольствия РФ (1999)[3]
- орден «Почётный Знак Петра Великого „За значительный вклад в развитие экономики регионов России“»[3]
- золотая медаль Российского фонда мира «За миротворческую и благотворительную деятельность» (2004)[3][6]
- Почётная грамота Томской области (2004)[3]
- Почётная грамота Думы Томской области (2004)[3][6]
- почётное звание «Ветеран труда» (2004)[74]
- «Лучший менеджер России» (2000—2005 гг.)[3][6]
- «Человек года — 2005» по итогам конкурса Томской области[3][6]
- орден «Лидер российской экономики» (2005)[3]
- почётное звание «Топ-менеджер Российской Федерации 2006 года»[3]
- серебряная медаль Министерства сельского хозяйства Российской Федерации «За вклад в развитие агропромышленного комплекса России» (2007)[3][6]
- Знак отличия «За заслуги перед Томской областью» (2007)[3]
- почётный знак «За заслуги перед городом Томском» (2010)[75]
- общественная награда «почётный знак „За заслуги в развитии местного самоуправления Российской Федерации“» межрегиональной ассоциации «Общероссийский Конгресс муниципальных образований» (2017)[76].

## Семья
Жена — Галина Ивановна Кляйн. После избрания Ивана Кляйна мэром Томска решением совета директоров ОАО «Томское пиво» Галина Кляйн сменила его на посту генерального директора. В ноябре 2020 года отдел особо важных дел Следственного управления СК РФ по Томской области возбудил уголовное дело по статье о применении насилия в отношении сотрудников правоохранительных органов против Галины Кляйн. По версии следствия она оказывала сопротивление сотрудникам полиции при проведении обыска по делу мужа. В ноябре 2021 года осуждена на 2 года условно.
Есть три дочери: Мария, Наталия и Светлана.